# Друцкий-Соколинский, Ян
Князь Ян Друцкий-Соколинский (пол. Jan Drucki-Sokoliński; 1560—1630) — государственный деятель Речи Посполитой, сын князя Анриана Андреевича Друцкого-Соколинского.

## Биография
Представитель западнорусского княжеского рода Друцких-Соколинских — ветви князей Друцких.
Служил в разные годы секретарëм и дворянином при дворе короля польского и великого князя литовского, писарем великим литовским (с 1608), старостой мстиславским (1612) и первым старостой стародубским (1625), референдарием литовским (1630).
В 1611 году направлялся с посольством в Москву для заключения мирного договора.
В 1621 и 1625 годах избирался маршалком сеймов Речи Посполитой.